# Acarosporomycetidae
Acarosporomycetidae é uma subclasse de fungos da classe Lecanoromycetes. Esta subclasse contém uma só ordem, Acarosporales, a qual circunscreve uma só família Acarosporaceae.